# Cagnicourt
Cagnicourt est une commune française située dans le département du Pas-de-Calais en région Hauts-de-France. Ses habitants sont appelés les Cagnicourtois. Sa population est de 422 habitants au recensement de 2022. La commune est membre de la communauté de communes Osartis Marquion.

## Géographie

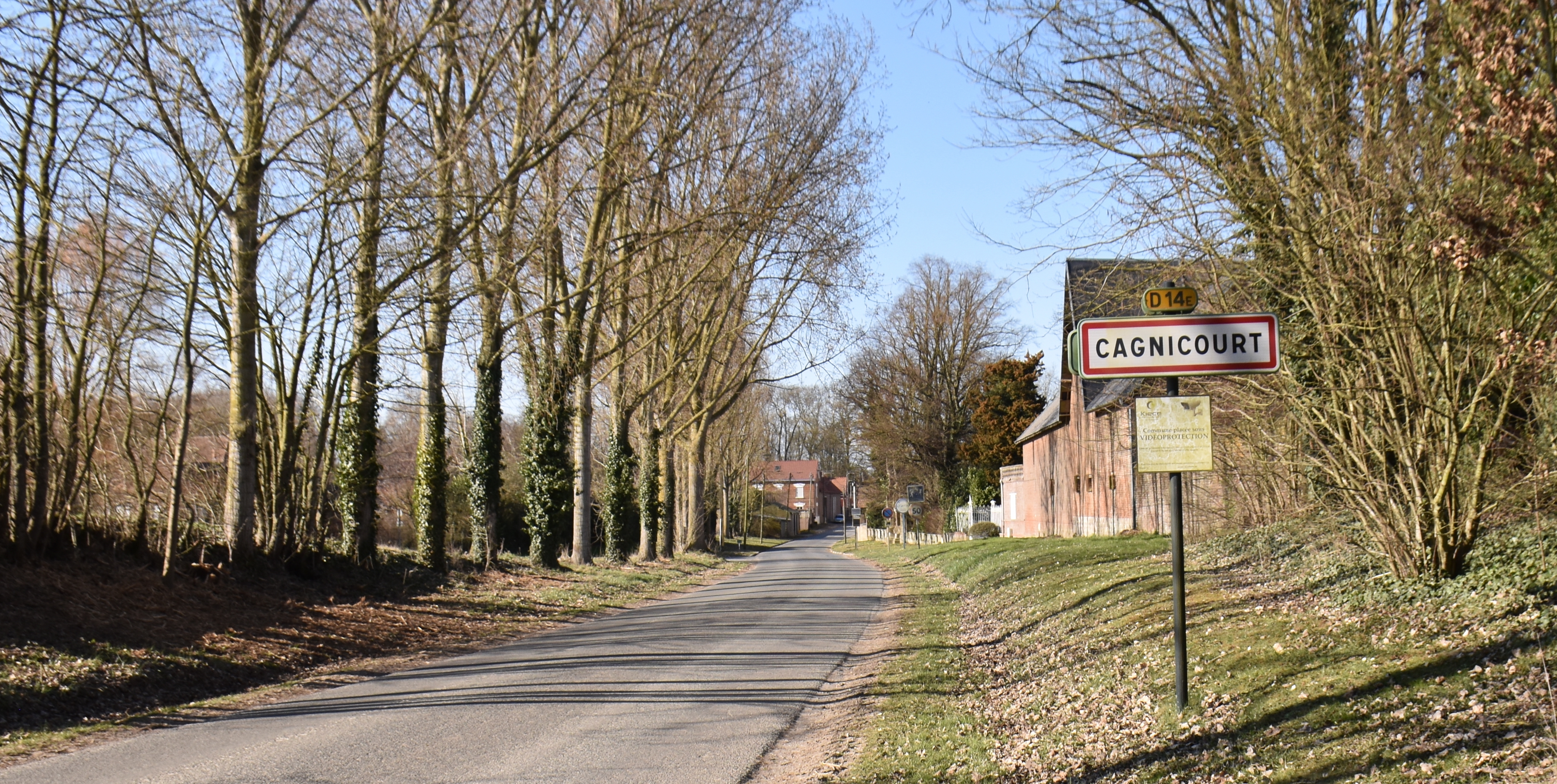
Une entrée du village.

### Localisation
Localisée dans le sud-est du département du Pas-de-Calais, Cagnicourt est une commune située, à vol d'oiseau, à 17 km au nord-ouest de la commune de Cambrai et à 18 km au sud-est de la commune d’Arras (chef-lieu d'arrondissement et préfecture du Pas-de-Calais).
Le territoire de la commune est limitrophe de ceux de six communes.
Les communes limitrophes sont Villers-lès-Cagnicourt, Quéant, Riencourt-lès-Cagnicourt, Buissy, Haucourt et Hendecourt-lès-Cagnicourt.

### Géologie et relief
La superficie de la commune est de 9,42 km2 ; son altitude varie de 54  à   94 m.

### Hydrographie
La commune est située dans le bassin Artois-Picardie. Elle n'est drainée par aucun cours d'eau,.

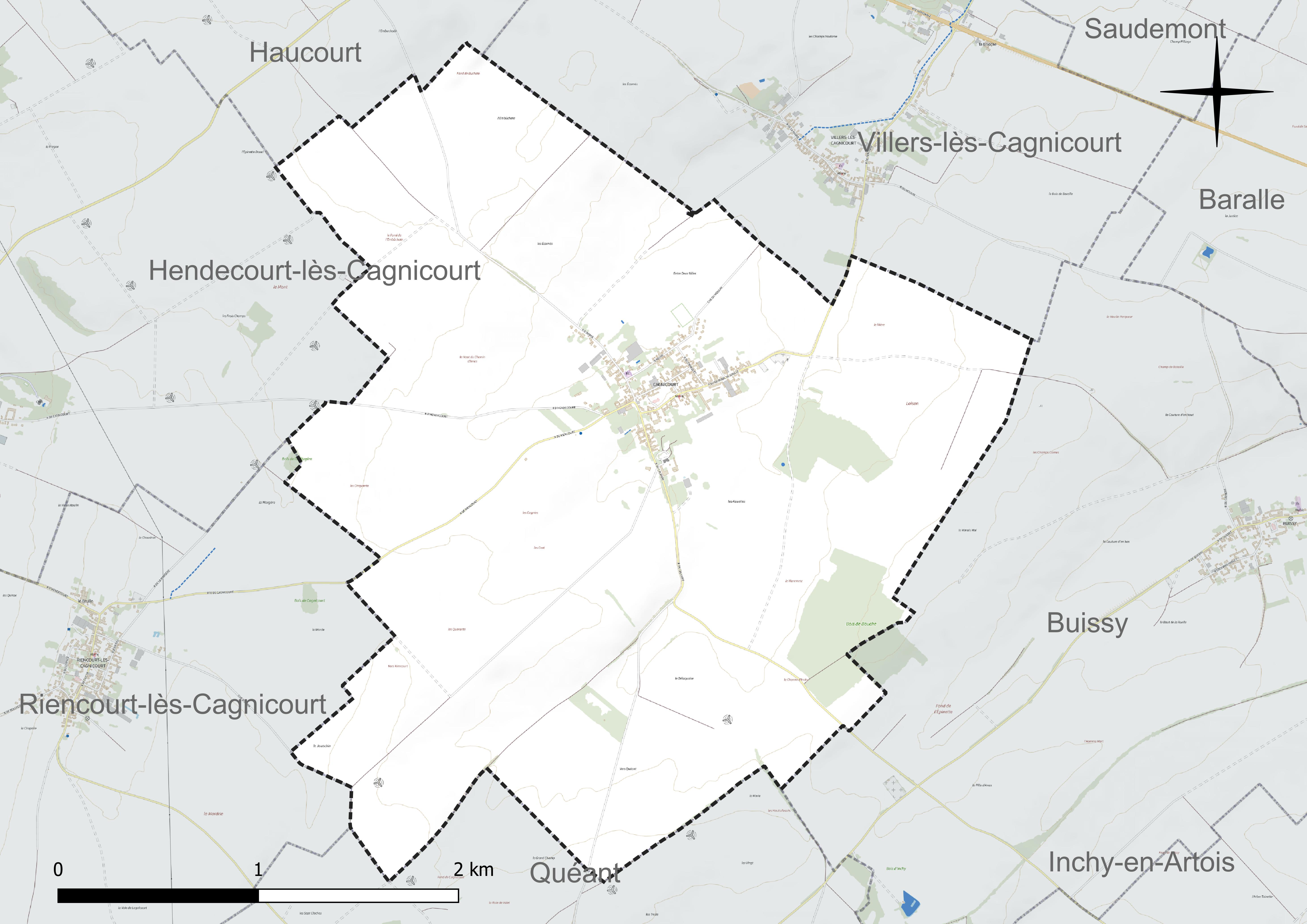
Réseau hydrographique de Cagnicourt.

### Climat
Pour des articles plus généraux, voir Climat des Hauts-de-France et Climat du Pas-de-Calais.

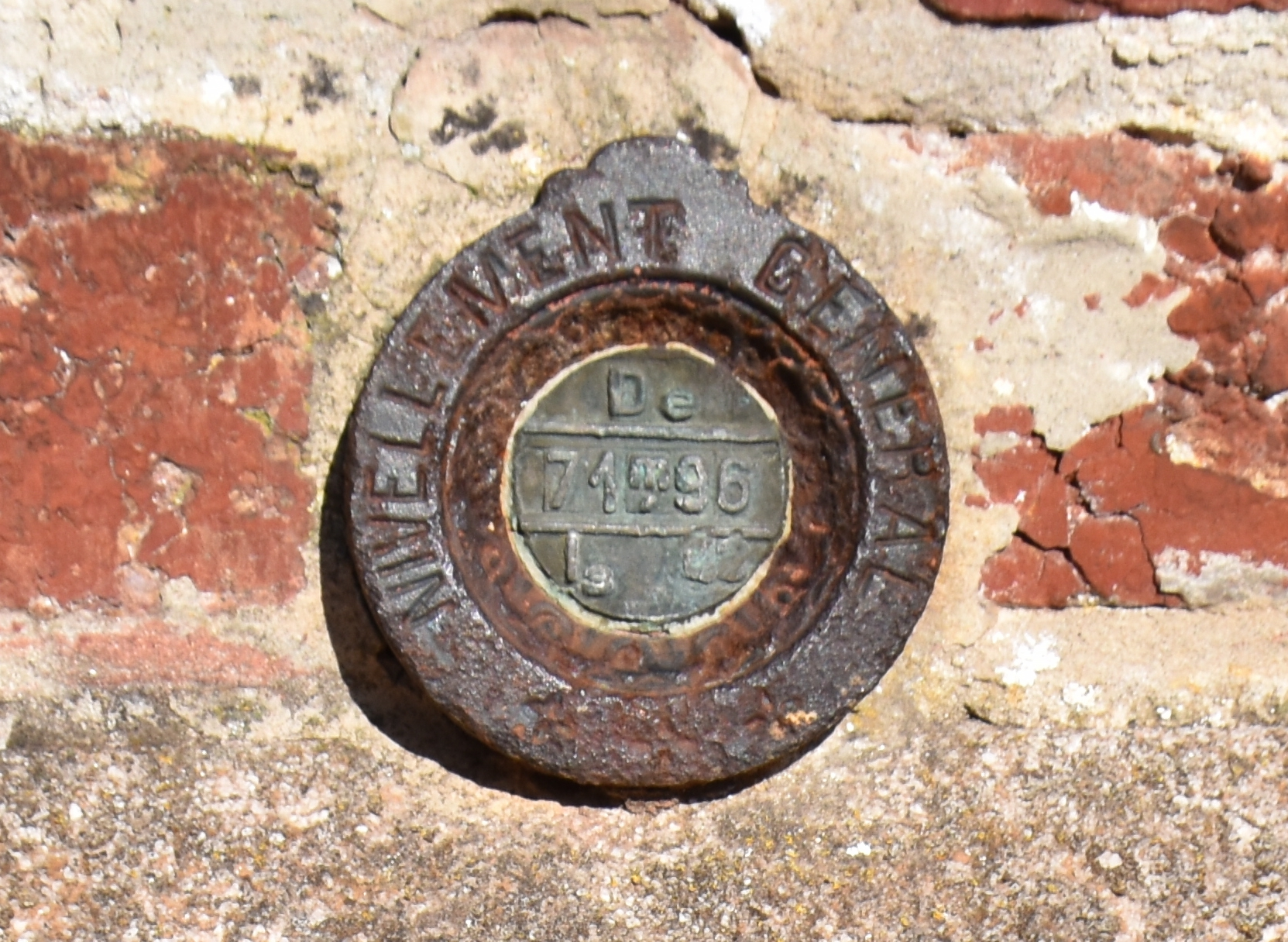
Borne de nivellement sur le mur de l'église- Altitude 71,96 m.

En 2010, le climat de la commune est de type climat océanique dégradé des plaines du Centre et du Nord, selon une étude du CNRS s'appuyant sur une série de données couvrant la période 1971-2000. En 2020, Météo-France publie une typologie des climats de la France métropolitaine dans laquelle la commune est exposée à un climat océanique et est dans la région climatique Nord-est du bassin Parisien, caractérisée par un ensoleillement médiocre, une pluviométrie moyenne régulièrement répartie au cours de l'année et un hiver froid (3 °C).
Pour la période 1971-2000, la température annuelle moyenne est de 10,3 °C, avec une amplitude thermique annuelle de 14,8 °C. Le cumul annuel moyen de précipitations est de 698 mm, avec 12,2 jours de précipitations en janvier et 9 jours en juillet. Pour la période 1991-2020, la température moyenne annuelle observée sur la station météorologique la plus proche, située sur la commune de Wancourt à 10 km à vol d'oiseau, est de 10,8 °C et le cumul annuel moyen de précipitations est de 711,4 mm,. Pour l'avenir, les paramètres climatiques de la commune estimés pour 2050 selon différents scénarios d'émission de gaz à effet de serre sont consultables sur un site dédié publié par Météo-France en novembre 2022.

### Paysages
Pour un article plus général, voir Paysage en France.
La commune s'inscrit dans les « paysages des grandes plaines arrageoises et cambrésiennes » tels qu'ils sont définis dans l'atlas de paysages de la région Nord-Pas-de-Calais, conçu par la direction régionale de l'Environnement, de l'Aménagement et du Logement (DREAL),.
Ces « paysages des grandes plaines arrageoises et cambrésiennes », qui concernent 238 communes, sont constitués de 80,36 % de cultures, de 8,01 % d'espaces artificialisés avec les communes principales de Cambrai, Caudry, Bapaume et Avesnes-le-Comte, de 7,25 % de prairies naturelles, permanentes, de 3,19 % de forêts et de milieux semi-naturels, 0,77 % de friches industrielles, de 0,38 % de cours d'eau et plan d'eau et de 0,04 % d’espaces industriels. Ces paysages sont dominés par les « grandes cultures » de céréales et de betteraves industrielles qui représentent 70 % de la surface agricole utilisée (SAU).

## Urbanisme

### Typologie
Au 1er janvier 2024, Cagnicourt est catégorisée commune rurale à habitat dispersé, selon la nouvelle grille communale de densité à sept niveaux définie par l'Insee en 2022.
Elle est située hors unité urbaine et hors attraction des villes,.

### Occupation des sols
L'occupation des sols de la commune, telle qu'elle ressort de la base de données européenne d'occupation biophysique des sols Corine Land Cover (CLC), est marquée par l'importance des territoires agricoles (92,3 % en 2018), une proportion sensiblement équivalente à celle de 1990 (92,6 %). La répartition détaillée en 2018 est la suivante : 
terres arables (92,3 %), zones urbanisées (4,9 %), forêts (2,7 %). L'évolution de l'occupation des sols de la commune et de ses infrastructures peut être observée sur les différentes représentations cartographiques du territoire : la carte de Cassini (XVIIIe siècle), la carte d'état-major (1820-1866) et les cartes ou photos aériennes de l'IGN pour la période actuelle (1950 à aujourd'hui).

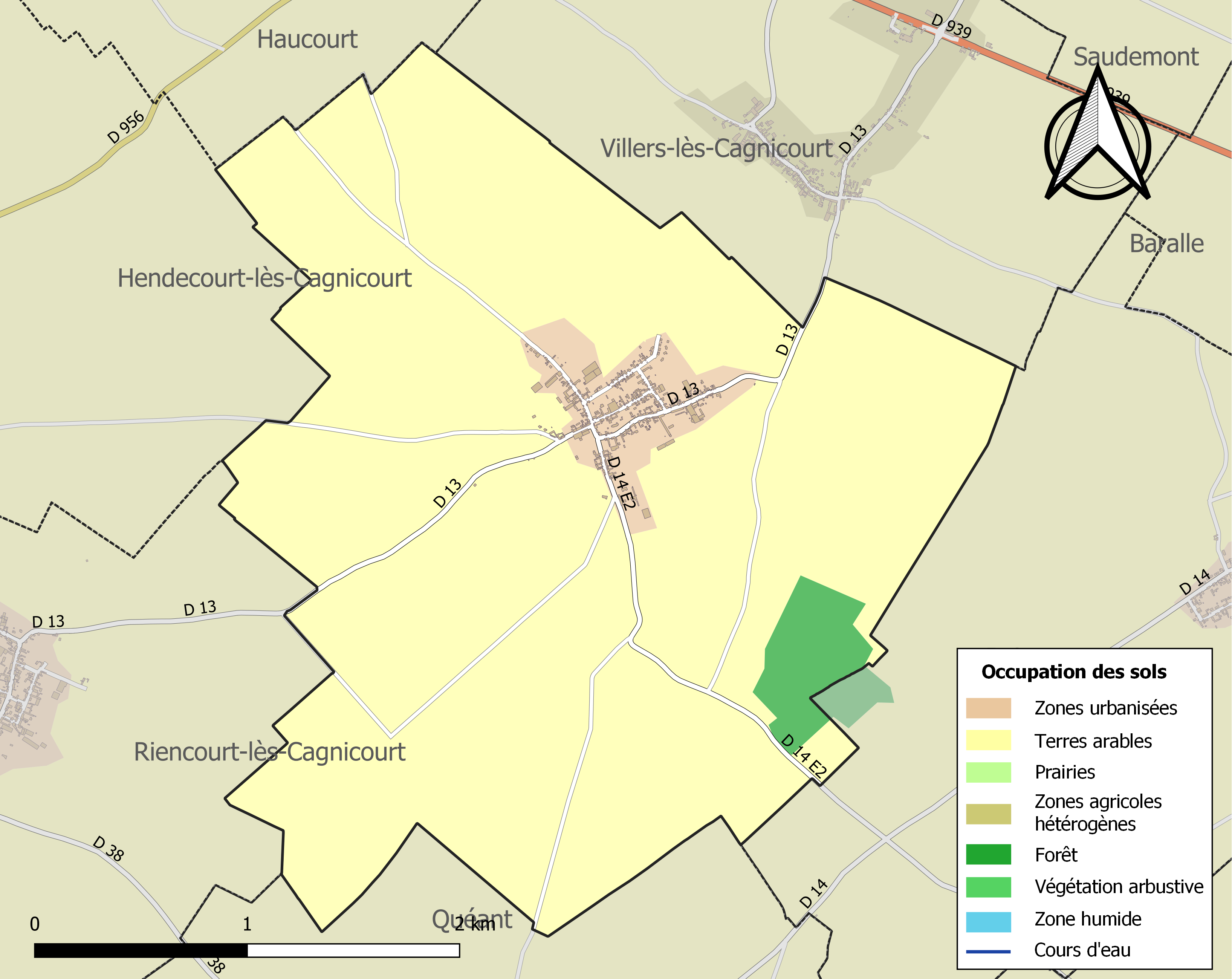
Carte des infrastructures et de l'occupation des sols de la commune en 2018 (CLC).

### Voies de communication et transports

#### Voies de communication
La commune est desservie par la route départementale D 13 et se trouve à proximité (3 km) de la D 939 qui relie Cambrai et Le Touquet-Paris-Plage.

#### Transport ferroviaire
La commune se trouve à 20 km, à l'est, de la gare de Cambrai, située sur les lignes de ligne de Saint-Just-en-Chaussée à Douai, desservie par des trains TER Hauts-de-France.

## Toponymie
| Formes successives du nom attestées pour la localité, - Caunicortis [lire : Cavincortis, 1096 (Miræus, t. II, p. 1146) - Cauvenicurtis, 1101 (Miræus, t. II, p. 813) - Cavencicurt, 1105 (abb. d'Anchin, c. i) - Cavennicurt, Cawenicurtis, Cauvenicurt, 1111 (abb. d'Anchin, c. i) - Cavengnicort, 1115 (cart. du chap. d'Arr., n° 11) - Cavuengnicurt, 1135 (cart. du chap. d'Arr., n° 14) - Cavegnicurt, 1140 (cart. du chap. d'Arr., n° 16) - Cavenignicurth, 1145 (reg. kartarum, f° 27 r°) - Cavenignicurt, 1152 (cart. du chap. d'Arr., n° 19) - Kagnicort, 1184 (Le Carp., pr., p. 21) - Chavyncurt, Cawuncurt, xiiie siècle (chap. d'Arr.) - Chuawengnicort, 1216 (cart. du chap. d'Arr., n° 147) - Caungnicort, 1218 (Moreau, t. CXXIII, f° 22) - Caignicourt, 1244 (Bibl. nat., fr. 22366, f° 141 r°) - Kaingnecourt, Kangnecourt, 1246 (ch. d'Art.) - Kaignecourt, 1246 (invent. des ch. d'Arr., n° XXV) - Cagnicort, 1267 (ch. d'Art., A. 16, n° 8) - Canicourt, 1329 (Arch. nat., JJ. 20, f° 33 v°) - Kaingnicourt, xive siècle (abb. du Verger) - Cagnecourt-en-Cambrésis, 1424 (ch. de Saint-Bert., n° 3334) - Kagnicourt, 1430 (Arch. nat., JJ. 998 n° 3, f° 11 v°) - Caignecourt, 1469 (Arch. nat., J. 1003, f° 4 v°) - Canicourt, 1559 (Arch. nat., J. 789, n° 1) - Cagnicour, 1732 (Epigr., Arras, p. 379) - Cagnicourt, 1801 (Bulletin des lois) |

## Histoire
Avant la Révolution française, Cagnicourt est le siège d'une seigneurie. Elle forme un seul fief avec les terres d'Inchy-en-Artois et Villers
Robert Huvino II (1653-1740) est seigneur de Bourghelles, Inchy-en-Artois, Villers (sans doute Villers-lès-Cagnicourt), Cagnicourt, Meurchin. Il est le fils de Robert Huvino Ier, bourgeois de Lille, et d'Adrienne Brœucq. Il est baptisé à Lille le 10 janvier 1653 et meurt à Lille le 14 mai 1740, à l'âge de 87 ans, inhumé le lendemain dans l'église Sainte-Catherine de Lille. Anobli le 19 juillet 1696 par l'achat d'une charge de conseiller secrétaire du roi en la grande chancellerie de France qui lui coûta 57 000 livres, il acquiert la bourgeoisie de Lille le 11 janvier 1697, devient sous-doyen de la grande chancellerie de Flandre. Il a acheté le 6 octobre 1698 à Philippe-Ignace-François de Gottignies la terre de Bourghelles pour le prix principal de 66 500 florins. Il acquiert la seigneurie d'Inchy-en-Artois en vertu d'un décret de la Cour du Parlement de Paris, en 1702, sur Philippe de Croÿ-Chimay d'Arenberg, prince de Chimay, alors décédé, et Maximilienne de Grave son épouse. Elle ne forme qu'un seul fief avec les seigneuries de Cagnicourt et de Villers, en vertu de lettres patentes du 28 juillet 1606, mais elle en est séparée en application du partage fait le 28 décembre 1747 entre les fils de Robert Huvino II. Il épouse à Lille le 19 février 1696 Marie-Angélique Le Comte (1672-1720), fille de François-Daniel, écuyer, seigneur du Bus et de Catherine Grau. Marie-Angélique nait le 26 août 1672 et meurt le 11 janvier 1720, inhumée dans l'église Sainte-Catherine de Lille.
Pierre-Robert-Martin Huvino (1698-1775), écuyer, est seigneur de Bourghelles, Inchy-en-Artois, Cagnicourt, Villers, Meurchin. Fils de Robert II, il est baptisé à Lille le 2 août 1698, devient bourgeois de Lille le 7 août 1738, gentilhomme ordinaire du roi, rewart (chargé de la police) de Lille. Il meurt le 11 février 1775, à 76 ans, est enterré dans le chœur de l'église de Bourghelles. Il se marie à Lille le 17 février 1738 avec Marie-Madeleine-Julie de Montmonnier (1718-1741), fille de François-Alexandre, écuyer, capitaine grand bailli de La Motte au Bois et de Marie-Robertine de Surmont. Née en 1718, elle meurt à Lille le 16 février 1741. Il épouse ensuite à Lille le 17 septembre 1742 Angélique-Caroline-Joseph Frans (1720-1790) (elle a 22 ans, il a 44 ans), fille d'Alexis-François écuyer, seigneur de la Hamayde et de la Chapelle, et de Marie-Françoise de Rogier. La seconde épouse est baptisée à Lille le 24 octobre 1720) et meurt le 5 juin 1790, à 69 ans.
Jean-Charles-ouis Huvino (1702-1751), fils de Robert, frère de Pierre-Robert-Martin, est seigneur de Cagnicourt, Villers-en-Artois. Jean-Charles-Louis Huvino est baptisé à Lille e 22 juin 1702. Il est écuyer, capitaine commandant la troupe à pied du régiment Royal Dragons, chevalier de Saint Louis. Il meurt à Lille le 21 février 1751. Il épouse à Lille le 15 février 1745 Julie-Amélie Desbuissons (1711-1750), dame de la Bretagne, fille d'Eugène-Marie, écuyer, seigneur de la Bretagne, bourgeois de Lille, échevin, rewart (responsable de la police), mayeur de Lille et de Marie-Anne de Fourmestraux. Elle nait à Lille en septembre 1711, et y décède le 24 mai 1750. Le couple n'a pas d'enfants.
Pierre-François-Joseph-Étienne Huvino (1760-1815), écuyer, est le dernier seigneur de Cagnicourt. Il est par la suite maire de la commune. Fils de Robert-François-Joseph-Étienne, écuyer, seigneur d'Inchy-en-Artois, chevalier de Saint-Louis, confirmé noble en 1769, et de Marie-Joseph-Thérèse Zouche. Il est baptisé à Lille le 22 juillet 1760), et meurt à Cagnicourt sans alliance le 7 avril 1815. Denis Charles Godefroy de Ménilglaise dit de lui : « Homme de plaisirs et désœuvré, il prit part à l'expédition de Flessingue (expédition de Walcheren), où sa santé acheva de se ruiner. Il voyait à Cagnicourt une société plus ou moins choisie et amie de la bouteille ».
La commune est décorée de la croix de guerre 1914-1918 par décret du 23 septembre 1920, distinction également attribuée à 276 autres communes du Pas-de-Calais.

## Politique et administration

### Découpage territorial
La commune se trouve dans l'arrondissement d'Arras du département du Pas-de-Calais, depuis 1801.

#### Commune et intercommunalités
La commune est membre de la communauté de communes Osartis Marquion qui regroupe 49 communes et compte 42 651 habitants en 2021.

#### Circonscriptions administratives
La commune est rattachée au canton de Vitry-en-Artois de 1801 à 2014, puis, depuis le redécoupage cantonal de 2014, au canton de Brebières.

#### Circonscriptions électorales
Pour l'élection des députés, la commune fait partie de la première circonscription du Pas-de-Calais.

### Élections municipales et communautaires

#### Liste des maires
- Maire avant 1815 : Pierre Huvino, dernier seigneur puis maire de Cagnicourt[27].

| Période                                  | Période                      | Identité         | Étiquette | Qualité                                               |
| ---------------------------------------- | ---------------------------- | ---------------- | --------- | ----------------------------------------------------- |
| Les données manquantes sont à compléter. |                              |                  |           |                                                       |
| mars 2001                                | 2020                         | Bernard Beaucamp |           | Sidérurgiste retraité Réélu pour le mandat 2014-2020, |
| 28 mai 2020                              | En cours (au 3 février 2022) | Thibaut Samier   |           | Agriculteur,                                          |

## Équipements et services publics

### Justice, sécurité, secours et défense
La commune dépend du tribunal judiciaire d'Arras, du conseil de prud'hommes d'Arras, de la cour d'appel de Douai, du tribunal de commerce d'Arras, du tribunal administratif de Lille, de la cour administrative d'appel de Douai et du tribunal pour enfants d'Arras.

## Population et société

### Démographie
Les habitants de la commune sont appelés les Cagnicourtois.

#### Évolution démographique
L'évolution du nombre d'habitants est connue à travers les recensements de la population effectués dans la commune depuis 1793. Pour les communes de moins de 10 000 habitants, une enquête de recensement portant sur toute la population est réalisée tous les cinq ans, les populations de référence des années intermédiaires étant quant à elles estimées par interpolation ou extrapolation. Pour la commune, le premier recensement exhaustif entrant dans le cadre du nouveau dispositif a été réalisé en 2006.

En 2022, la commune comptait 422 habitants, en évolution de −2,31 % par rapport à 2016 (Pas-de-Calais : −0,72 %, France hors Mayotte : +2,11 %).
| 1793 | 1800 | 1806 | 1821  | 1831  | 1836  | 1841  | 1846  | 1851  |
| ---- | ---- | ---- | ----- | ----- | ----- | ----- | ----- | ----- |
| 859  | 874  | 906  | 1 057 | 1 138 | 1 146 | 1 123 | 1 201 | 1 101 |

| 1856  | 1861  | 1866  | 1872 | 1876 | 1881 | 1886 | 1891 | 1896 |
| ----- | ----- | ----- | ---- | ---- | ---- | ---- | ---- | ---- |
| 1 083 | 1 040 | 1 024 | 988  | 942  | 875  | 846  | 810  | 825  |

| 1901 | 1906 | 1911 | 1921 | 1926 | 1931 | 1936 | 1946 | 1954 |
| ---- | ---- | ---- | ---- | ---- | ---- | ---- | ---- | ---- |
| 806  | 806  | 764  | 529  | 585  | 540  | 513  | 482  | 467  |

| 1962 | 1968 | 1975 | 1982 | 1990 | 1999 | 2006 | 2011 | 2016 |
| ---- | ---- | ---- | ---- | ---- | ---- | ---- | ---- | ---- |
| 443  | 429  | 407  | 408  | 394  | 386  | 395  | 428  | 432  |

| 2021 | 2022 | - | - | - | - | - | - | - |
| ---- | ---- | - | - | - | - | - | - | - |
| 424  | 422  | - | - | - | - | - | - | - |

#### Pyramide des âges
En 2018, le taux de personnes d'un âge inférieur à 30 ans s'élève à 36,4 %, soit en dessous de la moyenne départementale (36,7 %). De même, le taux de personnes d'âge supérieur à 60 ans est de 20,2 % la même année, alors qu'il est de 24,9 % au niveau départemental.
En 2018, la commune comptait 211 hommes pour 220 femmes, soit un taux de 51,04 % de femmes, légèrement inférieur au taux départemental (51,5 %).
Les pyramides des âges de la commune et du département s'établissent comme suit.
| Hommes | Classe d’âge | Femmes |
| ------ | ------------ | ------ |
| 0,5    | 90 ou +      | 0,9    |
| 6,7    | 75-89 ans    | 9,1    |
| 11,9   | 60-74 ans    | 11,4   |
| 19,9   | 45-59 ans    | 19,0   |
| 21,8   | 30-44 ans    | 25,7   |
| 12,8   | 15-29 ans    | 12,7   |
| 26,4   | 0-14 ans     | 21,2   |

| Hommes | Classe d’âge | Femmes |
| ------ | ------------ | ------ |
| 0,5    | 90 ou +      | 1,6    |
| 5,6    | 75-89 ans    | 8,9    |
| 16,7   | 60-74 ans    | 18,1   |
| 20,2   | 45-59 ans    | 19,2   |
| 18,9   | 30-44 ans    | 18,1   |
| 18,2   | 15-29 ans    | 16,2   |
| 19,9   | 0-14 ans     | 17,9   |

## Culture locale et patrimoine

### Lieux et monuments
- L'église.
- Le monument aux morts surmonté d'une croix de guerre[42].
- Le Cagnicourt British Cemetery de la Première Guerre mondiale, sur le chemin de Buissy, lieu-dit les Alouettes[43].

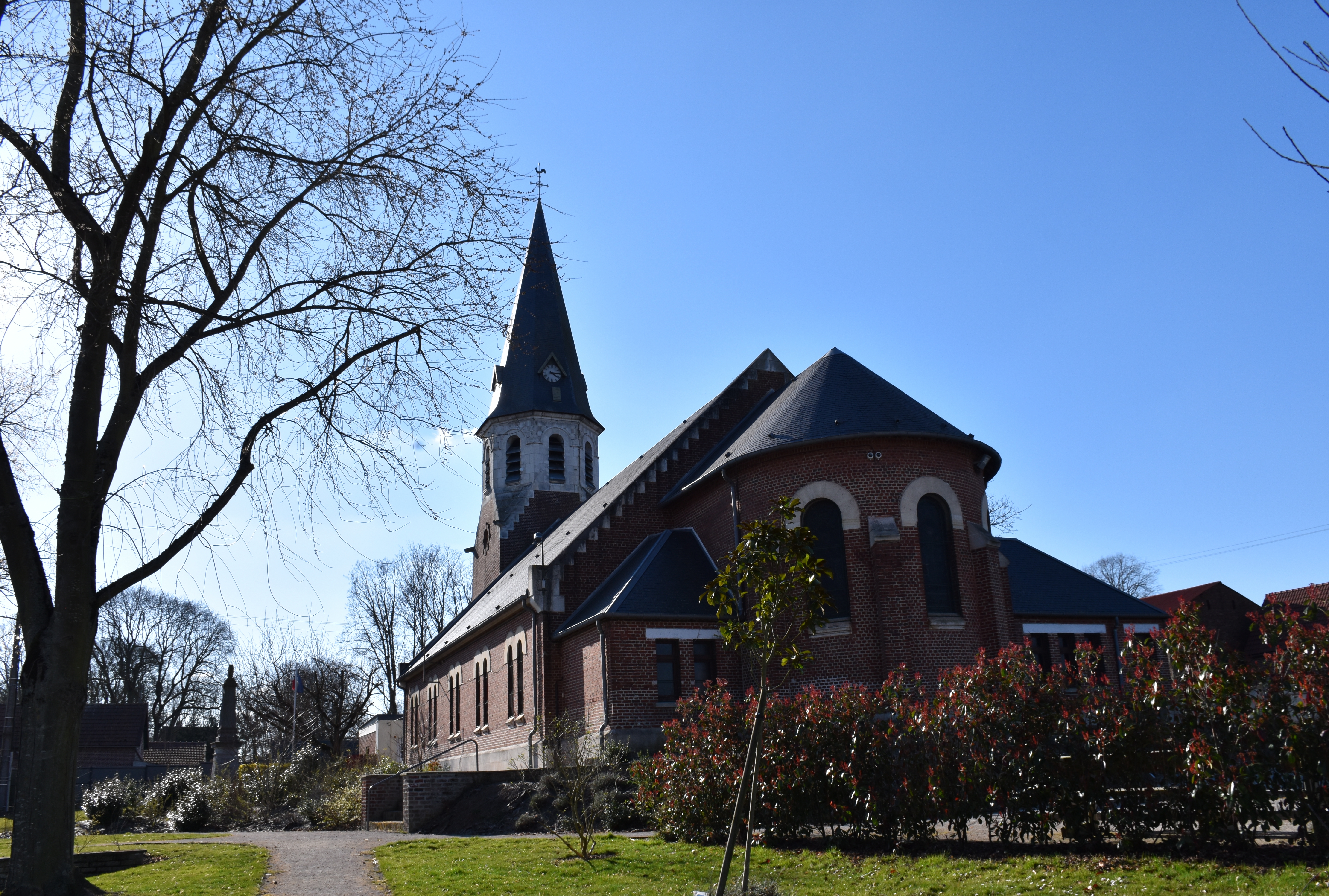
L'église.
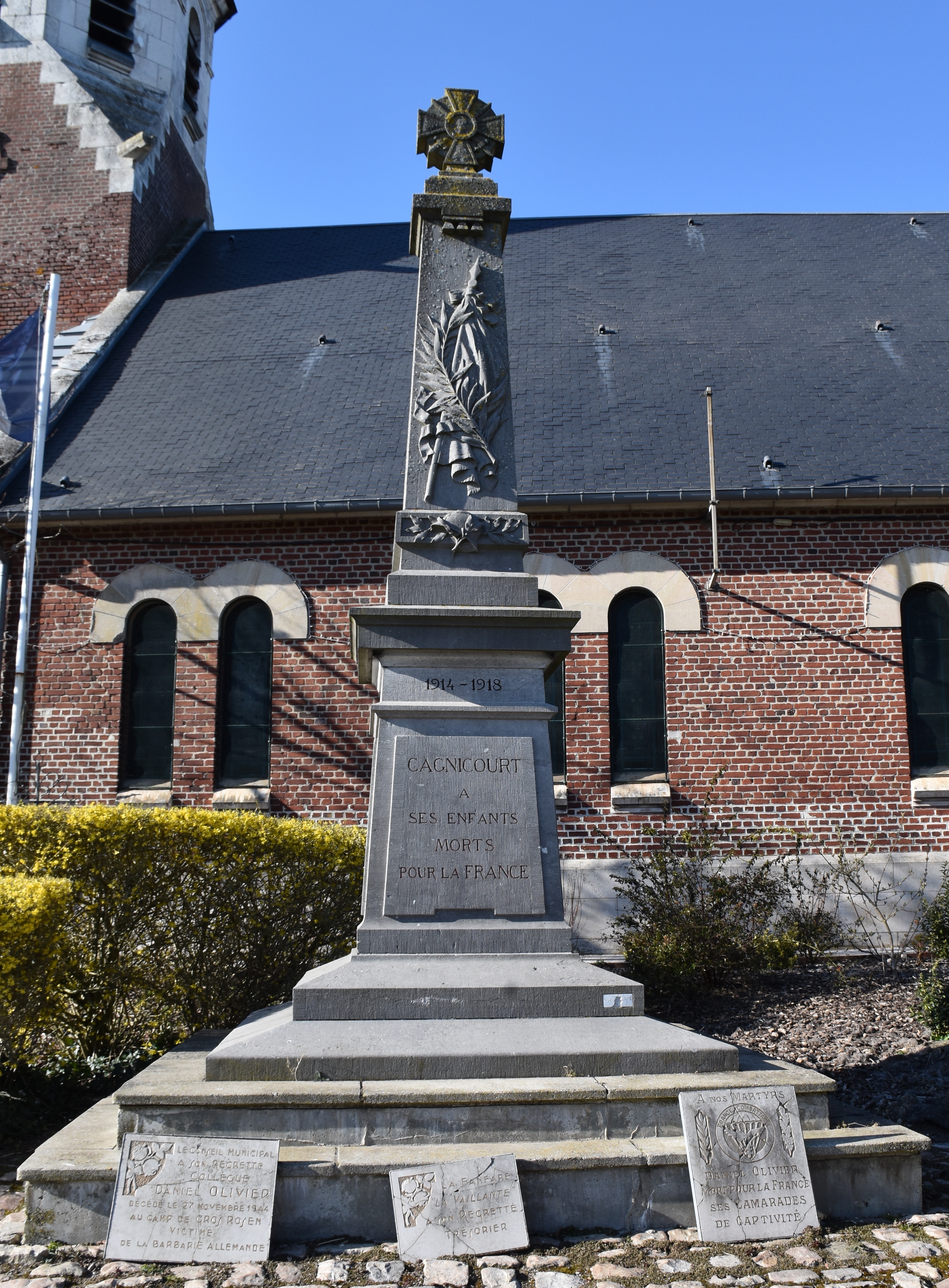
Le monument aux morts.

### Héraldique
| Blason de Cagnicourt | Blason  | De sinople à trois lis des jardins tigés et feuillés d'or. Ornements extérieursCroix de guerre 1914-1918 |
| Blason de Cagnicourt | Détails | Le statut officiel du blason reste à déterminer.                                                         |

## Pour approfondir